# ألكسندر فيلنغ
ألكسندر جيمس ولينج (مواليد 30 مارس 1995) هو لاعب كرة قدم ألماني يلعب كلاعب خط وسط. 
كما أن شقيقه الأصغر نيكولاس لاعب كرة قدم أيضًا. والدهم ألماني وأمهم إنجليزية. 